# Sông Morava
Sông Morava (tiếng Đức: March) là một con sông ở Trung Âu. Nó là sông quan trọng nhất của Moravia, khu vực có tên gọi bắt nguồn từ tên con sông này. Sông Morava bắt nguồn từ núi Králický Sněžník ở phía tây bắc Moravia, gần biên giới giữa Cộng hòa Séc và Ba Lan và có dòng chảy gần đúng theo hướng bắc nam. Phần hạ lưu con sông này tạo thành biên giới giữa Séc và Slovakia và sau đó là giữa Slovakia và Áo.
Các vùng đất thấp do con sông này tạo thành gọi là thung lũng Thượng Moravia (Hornomoravský úval) và sau đó là thung lũng Hạ Moravia (Dolnomoravský úval) tại Moravia, đồng bằng Moravia hay Marchfeld (vùng bình nguyên nằm giữa đông bắc Viên và sông Morava) tại Hạ Austria, và vùng đất thấp Záhorie hay Záhorská nížina (vùng bình nguyên nằm giữa Moravia và Bratislava) ở Slovakia.
Các thành phố lớn nằm dọc theo sông này có Olomouc tại vùng Moravia, miền đông Cộng hòa Séc và thủ đô của Slovakia là Bratislava (chỉ gần đó). Sau khoảng 354 km, sông Morava đổ vào sông Danub tại Devín, gần Bratislava, với lưu lượng trung bình 120 m³/s.
Các chi lưu quan trọng của sông Morava là sông Thaya (tiếng Đức) hay sông Dyje (tiếng Séc), chảy trong khu vực biên giới của Hạ Austria và Moravia. Một chi lưu khác là sông Myjava, chảy vào sông Morava tại Kúty.

## Thư viện ảnh

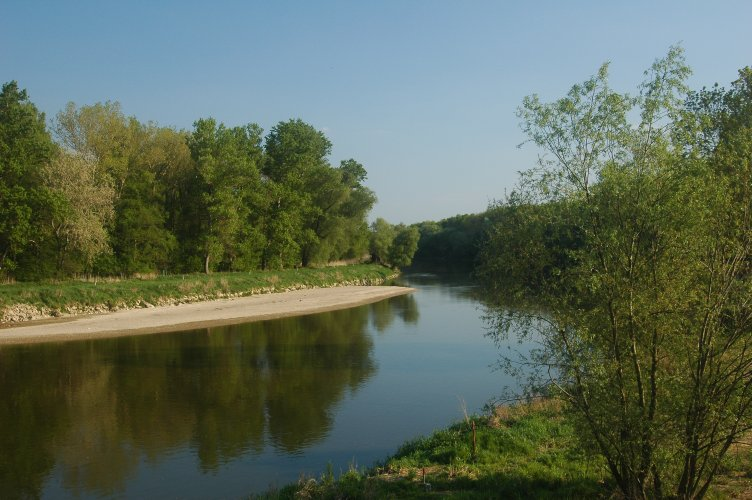
Sông Morava giữa Áo và Slovakia
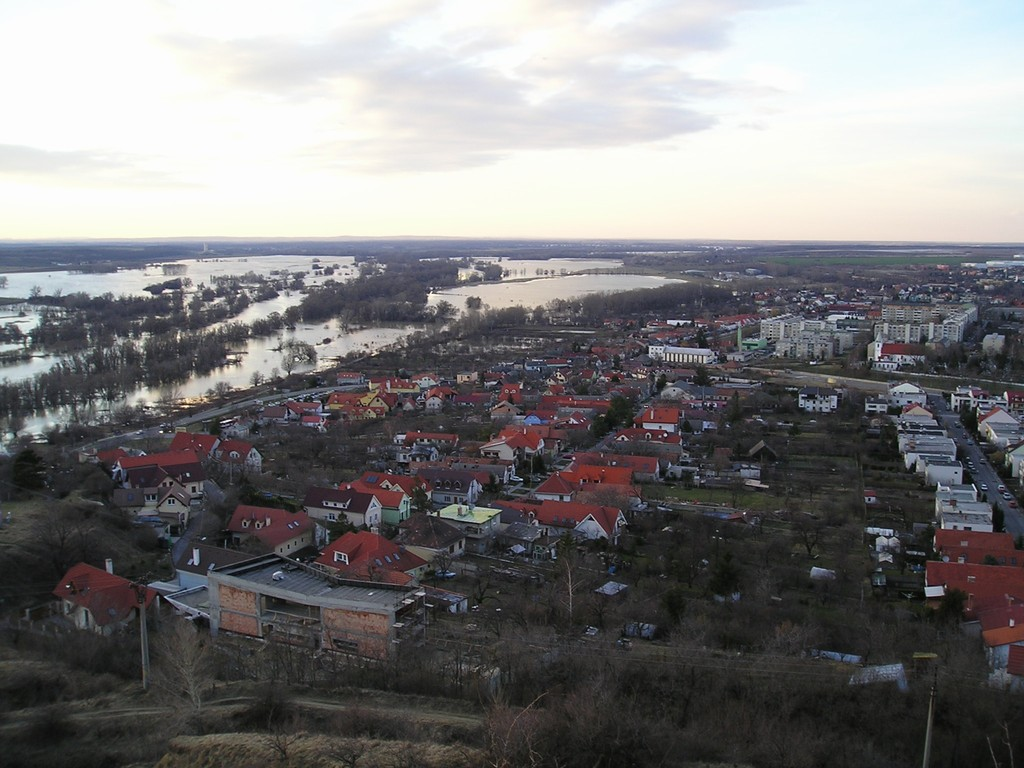
Sông Morava ngập lụt tại Bratislava-Devínska Nová Ves
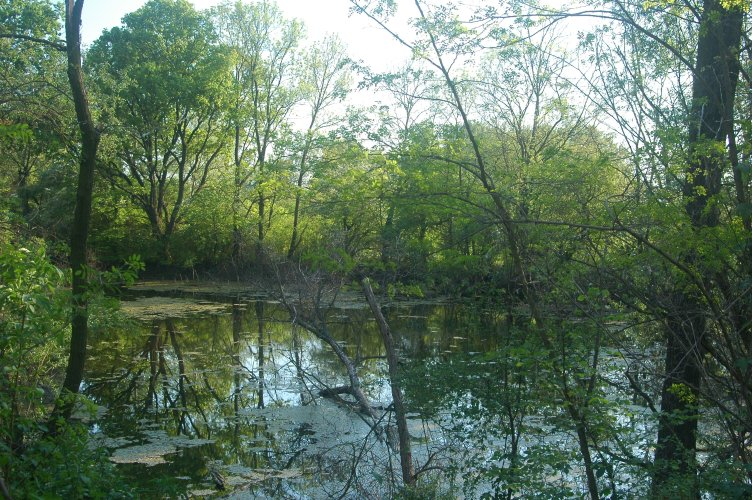
Một ao nhỏ trong đồng bằng bồi tích của Morava
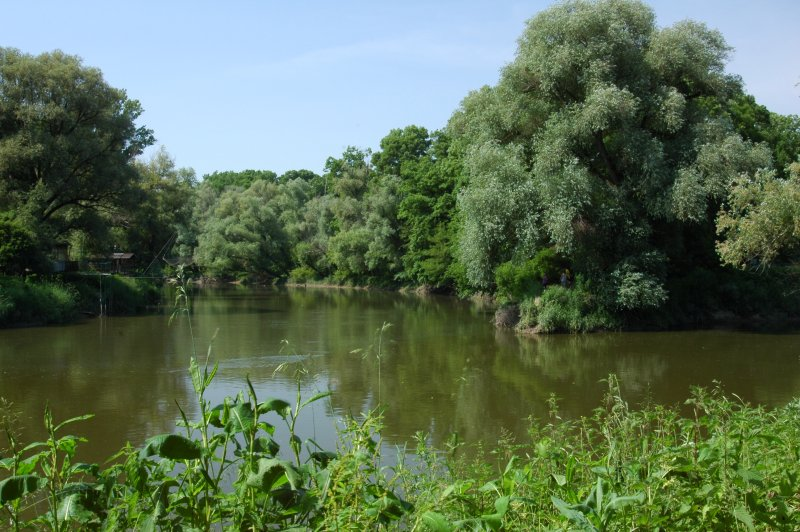
Nơi hợp lưu của Thaya-Morava - điểm giao cắt biên giới ba quốc gia (Áo, Séc và Slovakia).